# José Maria de Carvalho
José Maria de Carvalho ComC • ComNSC (Rio de Janeiro, 13 de outubro de 1834 - ?), 1.º Visconde de Santa Cruz, foi um político, militar e filantropo brasileiro.

## Família
Filho de José Maria de Carvalho, Português, e de sua mulher Delfina Rosa do Amor Divino, Brasileira.

## Biografia
Súbdito Brasileiro, foi Fidalgo Cavaleiro da Casa Real, Comendador da Ordem Militar de Cristo, da Ordem de Nossa Senhora da Conceição de Vila Viçosa e da Imperial Ordem da Rosa, do Brasil, Vereador da Câmara Municipal do Rio de Janeiro, Oficial do Batalhão da Guarda Municipal da mesma Cidade e grande benemérito, tendo exercido cargos de direção em várias agremiações beneficentes de Portugal e do Brasil.
O título de 1.º Visconde de Santa Cruz foi-lhe concedido por Decreto de D. Luís I de Portugal de 21 de Abril de 1870. Armas de Mercê Nova: escudo esquartelado, no 1.º em campo de prata, um carvalho de sua cor e nele pousante uma águia de ouro, no 2.º em campo azul, um caduceu de ouro, no 3.º em campo azul, a figura da Beneficência sentada entre nuvens, tendo na mão esquerda três botões de dormideira e em chefe o Sol, tudo de ouro, e no 4.º em campo sanguinho, um castelo de prata, tendo na torre do meio uma bandeira do mesmo metal; orla vermelha com oito flores de lis de ouro; timbre: a águia das armas com uma flor de lis de azul no peito; Coroa de Visconde.
Em fevereiro de 1894, foi agraciado com a grã-cruz da Ordem de São Gregório Magno pelo Papa Leão XIII.

## Casamento
Casou em 1865 com Maria Guilhermina Bernardes, filha de Joaquim José da Rocha, Comendador, e de sua mulher Policena Clara Bernardes, sem geração.